# Hans Bucka
Hans Bucka (Dresden, 24 de janeiro de 1925 – 12 de fevereiro de 2011) foi um físico alemão.
Está sepultado no Cemitério de Zehlendorf.

## Publicações selecionadas
- Zwei einfache Vorlesungsversuche zum Nachweis der Erddrehung. Zeitschrift für Physik A, Bd. 126, S. 98–105 (1949), Bd. 128, S. 104–107 (1950).
- Über eine Methode zur Umbesetzung der Hyperfeinstrukturterme des Na-Grundzustandes. Dissertation, Göttingen 1954.
- Ein Dreifachresonanzexperiment zur Untersuchung unaufgelöster Doppelresonanzkomponenten in der Hyperfeinstruktur angeregter Atomzustände. Heidelberg 1961.
- Atomkerne und Elementarteilchen. Verlag de Gruyter, Berlin, New York 1973, ISBN 3-11-001620-6.
- Nukleonen-Physik. Verlag de Gruyter, Berlin, New York 1981, ISBN 3-11-008404-X.
- com Ludwig Bergmann, Clemens Schaefer und Heinrich Gobrecht: Lehrbuch der Experimentalphysik. Band 4. Teil 1. Verlag de Gruyter, 1981, ISBN 978-3-11-008074-2.
- Concise nuclear isobar charts: nuclear ground states and low lying energy levels. Verlag de Gruyter, Berlin, New York 1986, ISBN 3-11-008404-X.
- Strahlungsprozesse und Wechselwirkungen im atomaren und subatomaren Bereich. Verlag Shaker, Aachen 2005, ISBN 3-8322-4757-2.